# Limata miranda
Limata miranda är en tvåvingeart som beskrevs av Usher 1968. Limata miranda ingår i släktet Limata och familjen bromsar. Inga underarter finns listade i Catalogue of Life.